# 北中城インターチェンジ
北中城インターチェンジ（きたなかぐすくインターチェンジ）は、沖縄県中頭郡北中城村にある沖縄自動車道のインターチェンジである。
通称きたなか（北中）インターと呼ばれる。
上り線の出入口のランプウェイは、立体交差になっている。

## 歴史
- 1987年（昭和62年）10月8日：那覇IC - 石川IC間開通に伴い、供用開始[1]。

## 周辺
- 中城城跡
- 普天間飛行場
- キャンプ・フォスター
- イオンモール沖縄ライカム（泡瀬ゴルフ場跡地に開業）

## 道路
- E58 沖縄自動車道（3番）

## 接続する道路
- 直接接続
  - 沖縄県道29号那覇北中城線

## 料金所
- ブース数：5

### 入口
- ブース数：2
  - ETC専用：1
  - 一般：1

### 出口
- ブース数：3
  - ETC専用：1
  - ETC・一般：1
  - 一般：1

## 最寄バス停
- 「第一安谷屋」バス停
インターチェンジ付近、約600m北には52番、61番（沖縄バス）の「第一安谷屋」バス停がある。52番（上り線）を利用すれば沖縄都市モノレール線の県庁前駅へ出ることができる。（降車バス停名は、「県庁北口」）
- 高速「中城」バス停
また1.8km南の沖縄自動車道上には、111・117番や113番、123番、127番、152番の「高速中城PA」バス停があり、それらの上り線を利用すれば幸地バス停からてだこ浦西駅、那覇バスターミナルから旭橋駅への乗り換えが可能。

## 隣
E58 沖縄自動車道
(2) 西原IC - 中城PA - (3) 北中城IC - (3-1) 喜舎場BS/喜舎場スマートIC - (4) 沖縄南IC